# Clara van Santen
Clara van Santen (getauft 27. Januar 1740 in Amsterdam; begraben 22. Februar 1792 ebenda) war eine niederländische Tänzerin und Schauspielerin.

## Leben
Clara van Santen wurde am 27. Januar 1740 in Amsterdam getauft. Sie war die Tochter des Weinverkäufers Anthony van Santen (1702–1745) und Johanna Zomer (1701–1764). Bereits in jungen Jahren muss Clara van Santen Stammgast in der Stadsschouwburg Amsterdam gewesen sein. Sie war noch klein, als ihre Mutter 1746, ein Jahr nach dem Tod ihres Vaters den Schauspieler Jan Fokke heiratete. Sie tanzte ab 1759 auf den Theaterbühnen und heiratete im selben Jahr den lutherischen Notarssohn Johannes Phaff. Kinder sind aus der Ehe nicht bekannt. Van Santen blieb der Bühne treu, wo sie in Zwischenspielen wie dem Ballett „Der niederländische Seemann“ und oft in Pantomimen auftrat. Erste Rezensionen ihrer Auftritte sind ab 1762 bekannt. Sie spielte überwiegend Nebenrollen mit wenig oder keinem Text, etwa als Ruffina in „Die schlaue Jungfer“ oder „Verschalkte Wächterin“, einer Komödie von Molière in einer Adaption von Nil Volentibus Arduum. Diese ersten Kritiken waren nicht immer freundlich. Dennoch schienen die Rezensenten etwas in ihr zu sehen. In „Der eingebildete niederländische Franzose“, einer weiteren Komödie von Nil Volentibus Arduum, spielte Van Santen Anfang 1763 die Rolle der Constantia. Größere Bekanntheit erlangte sie im Februar desselben Jahres als Agneta in „Die Schule der Frauen“, einer Übersetzung von Molières Komödie „L'Ecole des femmes“.
Clara van Santen gehörte ab 1762 zu den sechs besten Tänzerinnen und Statisten. Das ist zumindest die Meinung des „Toneel-Beschouwer“, der sich zu dieser Zeit viel über die Qualität des Tanzes auf der Amsterdamer Bühne beschwert. Mit Ausnahme der ausgewählten sechs, zu denen er „Phaff, geboren als Van Santen“ zählt, konnten die Tänzer kaum den Takt halten, geschweige denn tanzen. Ein Rezensent der Schouwburg Nieuws zählt Van Santen ebenfalls zu den Hauptdarstellern und -schauspielerinnen. Am 12. November 1763 spielte sie in der Posse Blindemannetje. Der Rezensent hatte keine großen Erwartungen an dieses „Stück“, wurde aber von Van Santen angenehm überrascht. Sie habe die Rolle der Klaasje „mit Anmut“ gespielt. Im Dezember erhielt sie großes Lob für ihre Leistung im Farmers and Millers-Ballett. Die Stammtänzer Pietro Nieri und seine Frau Girolama Monti erhielten großen Applaus, aber auch Clara van Santen tanzte laut Schouwburg Nieuws an diesem Abend hervorragend.
Um 1768 verdiente Clara van Santen 5,25 Gulden als Spielerlohn für jeden Auftritt. Das ergab ein Jahreseinkommen von 277,50 Gulden. Im Vergleich zu anderen Schauspielern und Tänzern war es keine sehr hohe Gage. Als nach dem großen Theaterbrand von 1772 die Schauspieler, Tänzer und anderen Mitarbeiter des Amsterdamer Theaters plötzlich kein Einkommen mehr hatte, bot die Theaterleitung ihnen vorübergehend ein niedrigeres Gehalt an, viele lehnten ab und gingen mit dem Schauspieler Jan Punt an sein neues Theater nach Rotterdam. Clara van Santen lehnte das Angebot der Theaterleitung zunächst ab, nahm es dann aber doch an. Ihre Gage erhielt sie bis März 1773 weiter. Nach mehreren Monaten der Ungewissheit wurde ihr und anderen Veteranen im Oktober ein neuer Vertrag für die Saison 1774/75 angeboten. Die Theaterkommissare notierten lediglich ihren Namen: „spielt einige Rollen in den Possen, erste Komparsin“. Bei der Eröffnungsvorstellung des neuen Theaters am Leidseplein im September 1774 wirkte Clara van Santen im allegorischen Theaterstück Inordination der Amsterdamsche Schouwburg mit. Sie hatte die Rolle der Vinding, gekleidet in blauen Satin mit Silber.
Van Santen beschwerte sich im Mai 1775 über die Höhe ihrer Gage. Offenbar war sie für die folgende Spielzeit nicht als Haupttänzerin engagiert worden. Als solche hätte sie eine Gage von neunhundert Gulden erhalten. Die Theaterkommissare blieben jedoch standhaft und gewährten ihr nicht die geforderte Gagenserhöhung. Üblicherweise kassierte ihr Mann Phaff ihren Lohn. Um 1782 bekam Clara van Santen Probleme mit einem ihrer Beine. Es war eine bekannte und für Tänzer oft katastrophale Erkrankung. Am 24. April 1782 wurde sie von den Kommissaren des Theaters verwarnt. Wenn „die Beschwerden in ihrem Bein anhalten“ und sie dem Theater nicht mehr dienen könnte, müssten die Herren über ihren Verbleib entscheiden.
Es ist nicht bekannt, ob diese gesundheitlichen Probleme Clara van Santen zur Beendigung ihrer Karriere zwangen. Für diesen Zeitraum liegen keine Protokolle des Theaters vor. Ihr Name fehlt jedoch in den Rezensionen des Toneelspelbeschouwer für die Jahre 1783–1784. Clara van Santen starb im Februar 1792 als Witwe und wurde in der Nieuwe Kerk beigesetzt.